# Fete în soare
Fete în soare (titlul original: în greacă Κορίτσια στον ήλιο, transliterat: Koritsia ston ilio) este un film dramatic grec, realizat în 1968 de regizorul Vasilis Georgiadis. Filmul a fost selectat să candideze din partea greciei pentru cel mai bun film străin la cea de-a 42-a ediție a Premiilor Academiei (1970), dar nu a fost acceptat ca nominalizat. Filmul a fost nominalizat la Globul de Aur pentru cel mai bun film străin. 
Protagoniștii filmului sunt actorii Giannis Voglis, Anne Lonnberg, Kostas Bakas și Miranta Myrat. 

## Rezumat
O tânără turistă engleză pe nume Annabel întâlnește un păstor grec în timpul vacanței sale pe o insulă grecească. La prima lor întâlnire pe un câmp, păstorul se apropie de Annabel dorind să-i dea niște migdale, dar speriată de aspectul lui rustic și ciudat, îi înțelege greșit intențiile și fuge. Curând, el se află în închisoare acuzat de un presupus viol asupra lui Annabel. Ea regretă că a reacționat exagerat și încearcă să convingă autoritățile să-l elibereze pentru că nu a făptuit nici un viol. Treptat, cei doi se îndrăgostesc unul de celălalt și după eliberarea din închisoare el o urmărește la Atena. Din nefericire ea trebuie să se întoarcă acasă în Anglia și se pare că dragostea lor nevinovată nu are viitor...

## Distribuție
- Giannis Voglis – păstorul [2]
- Anne Lonnberg – Annabelle Stone
- Kostas Bakas – ofițerul de poliție
- Miranta Myrat – Francopoulou
- Vangelis Kazan – recepționerul
- Elpida Braoudakis – prietena Annabellei
- Vangelis Sakainas – Giorgos
- Maria Dimitriadi – cântăreața
- Fefe Aliberti – cântărețul
- Carolaine Sakellaridi –

## Premii și nominalizări
- 1968 4 premii la Festivalul de Film de la Salonic din 1968:
  - cel mai bun film lui Vasilis Georgiadis
  - cea mai bună muzică lui Stávros Xarchákos
  - cel mai bun actor într-un rol secundar lui Kostas Bakas
  - mențiune specială pentru actor în rol secundar lui Kostas Baka
- 1969 Globul de Aur
  - Cel mai bun film străin

## Trivia
Filmul a fost prezentat în a treia zi dedicată Greciei la a II-a ediție a Festivalul filmului balcanic de la Mamaia, la 18 iunie 1970 (prima ediție a avut loc la Varna, Bulgaria). În cinematografele din țară, filmul a rulat începând cu data de 18 decembrie 1972.